# ادوارد دپرت

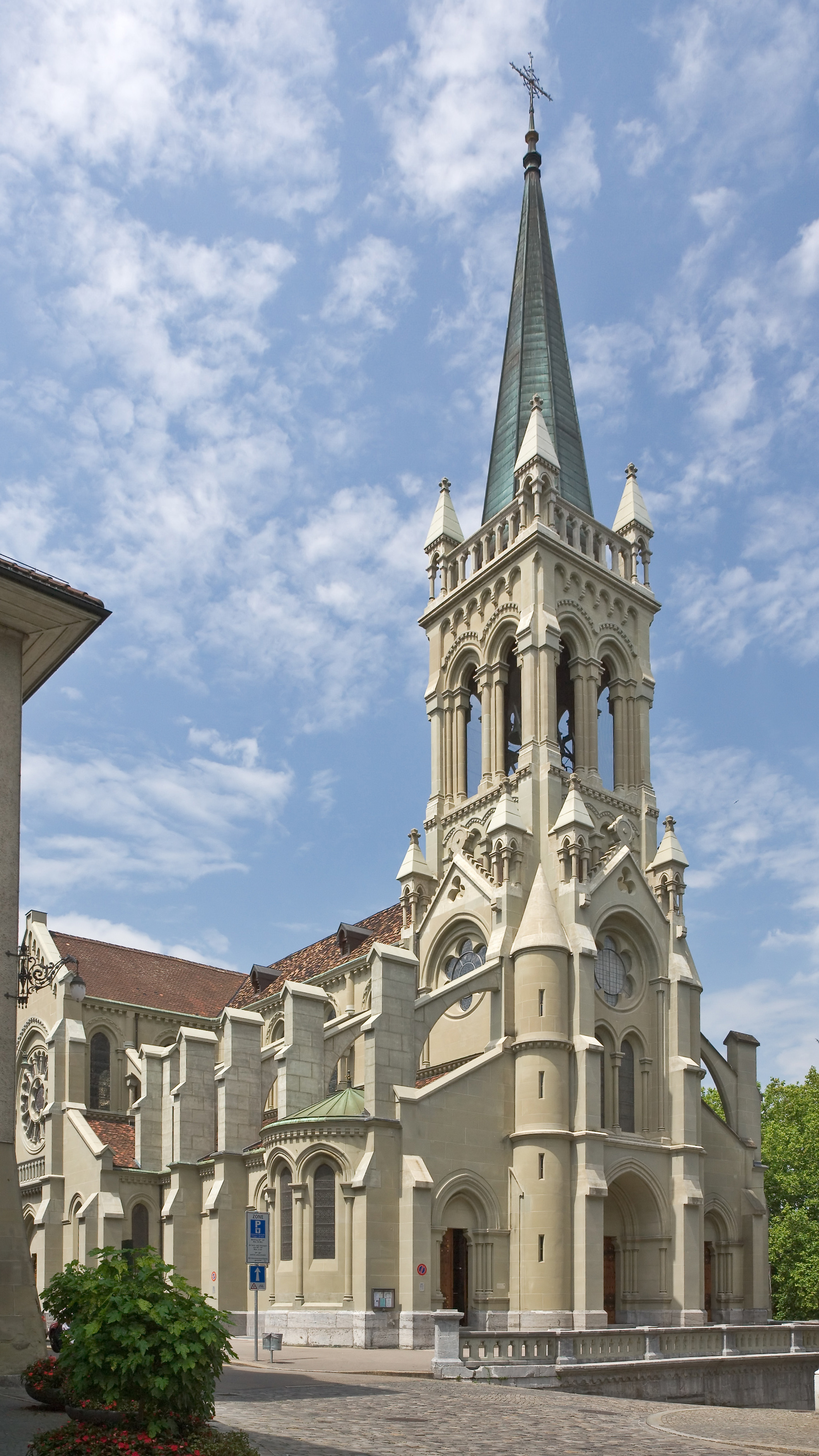
کلیسای کاتولیک در برن.

ادوارد دپرت (انگلیسی: Édouard Deperthes؛ ۳۱ ژوئیه ۱۸۳۳ – ۲۳ ژوئیه ۱۸۹۸) معمار اهل فرانسه بود.
وی همچنین برندهٔ جوایزی همچون لژیون دونور (شوالیه) شده‌است.
ادوارد دپرت در ۲۳ ژوئیه ۱۸۹۸ درگذشت و مقبره وی در گورستان مون‌پارناس، پاریس است.